# Günther Glaser (Physiker)

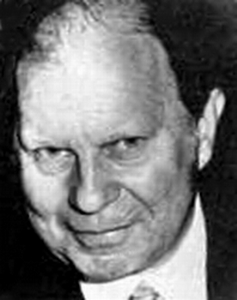
Günther Glaser (um 1965)

Günther Glaser (* 25. April 1912 in Stuttgart; † 20. Juli 2003 ebenda) war ein deutscher Physiker, Ingenieurwissenschaftler und Universitätsprofessor.

## Leben
Günther Glaser wurde in Stuttgart geboren, verbrachte dort seine Jugend und besuchte das Realgymnasium in Eßlingen am Neckar.
Anschließend studierte er Physik, zuerst an der TH Stuttgart, wo er auch diplomierte, dann wandte er sich der Universität Göttingen zu, um 1936 bei Robert Wichard Pohl mit einer Arbeit über Elektrische Beobachtungen bei der optischen Bildung und Rückbildung von Farbzentren in KBr- und KCl-Kristallen zu promovieren. Zwischen 1936 und 1938 arbeitete Günther Glaser als Assistent an der Universität Göttingen und der TH Stuttgart, anschließend in einem Forschungslabor bei Bosch.
Den Zweiten Weltkrieg erlebte er als Bataillons- und Regimentsadjutant bei den Gebirgsjägern, bis der Krieg ihn schließlich 1943 mit zwei Verwundungen entließ.
Nach dem Zweiten Weltkrieg arbeitete er bei der „Deutschen Forschungsanstalt für Segelflug“ (DFS) und bei der „Württembergischen Metallwarenfabrik“ (WMF) in Geislingen an der Steige.
1949 zog es ihn nochmals zurück zur Hochschule, er wurde Assistent bei Erich Regener am Physikalischen Institut der TH Stuttgart.
1953 ging Günther Glaser zu Junghans nach Schramberg, wo er mit der Uhrentechnik in Berührung kam, ein Gebiet, das ihn zeitlebens nicht mehr losließ. Wenig später übertrug man ihm die Leitung über Forschung und Entwicklung. In seine Zeit als Entwicklungsleiter fiel der große Technologiewandel von der mechanischen zur batteriebetriebenen elektrischen Uhr.
1963 folgte Günther Glaser dem Ruf der TH Stuttgart auf den Lehrstuhl für „Uhrentechnik und Feinmechanik“, später „Institut für Zeitmesstechnik, Fein- und Mikrotechnik“ (IZFM) genannt. Außerdem leitete er das „Forschungsinstitut für Uhren- und Feingerätetechnik“ der gleichnamigen Gesellschaft, später in Hahn-Schickard-Gesellschaft umbenannt. Die Verbindung von Forschung und Lehre kam den Neigungen Günther Glasers geradezu entgegen und er widmete sich dieser Aufgabe mit der ihn auszeichnenden Tatkraft. Unter seiner Leitung haben Hochschul- und Forschungsinstitut der Uhrentechnik vielfältige Anregungen gegeben und Grundlagen zu Neuentwicklungen erarbeitet; entsprechende Veröffentlichungen belegen den hohen Stand ihrer Forschung.
1981 schied Günther Glaser aus dem aktiven Dienst aus.
Neben seinen ehrenamtlichen Verpflichtungen in wissenschaftlichen Gremien fühlte er sich der Deutschen Gesellschaft für Chronometrie besonders verbunden, deren Präsident er von 1963 bis 1981 war.
Nach längerer Krankheit verstarb er 2003 im 92. Lebensjahr in Stuttgart.

## Auszeichnungen und Ehrungen
- Bundesverdienstkreuz 1. Klasse
- Jules-Haag-Medaille der Societe Chronometrique de France
- Philip-Matthäus-Hahn-Medaille der Deutschen Gesellschaft für Chronometrie
- Ehrenpräsident der Deutschen Gesellschaft für Chronometrie (1982)
- 1980 Ehrenring des VDE

## Patente
- 1957 DE Nr. 1.208.699 Verfahren zur Kompensierung der Temperaturabhängigkeit des Ganges einer mit Transistorschaltung kontaktlos betriebenen Uhr und zur Durchführung des Verfahrens geeignete Uhr.
- 1958 DE Nr. 1.158.453 Kontaktlos gesteuerte Gangordner-Anordnung für zeithaltende Geräte, insbesondere elektrische Uhren.

## Veröffentlichungen
Es sind mehr als 100 Publikationen bekannt. Die Krönung seines Lebenswerkes ist das in den 1980er Jahren entstandene 16-bändige
- Handbuch für Chronometrie und Uhrentechnik. Wilhelm Kempter KG, Ulm – an dessen Fertigstellung er noch viele Jahre nach seiner Emeritierung arbeitete.

Weitere Publikationen:
- Lexikon der Uhrentechnik. Wilhelm Kempter KG, Ulm 1974, ISBN 3-921348-13-7.
- Quarzuhrentechnik  Wilhelm Kempter KG, Ulm 1974, ISBN 3-921348-24-2.